# Estação Medical Center
Medical Center é uma estação da Linha Vermelha do Metro de Washington, localizada no Condado de Montgomery, Maryland.

## Histórico
Medical Center entrou em operação em 25 de agosto de 1984.  Sua abertura coincidiu com a conclusão de 6,8 milhas (10,9 km) de trem a noroeste da estação Van Ness-UDC e a abertura da Bethesda, Friendship Heights, Grosvenor, e estações de Tenleytown.

## Facilidades
A estação conta com uma plataforma em forma de ilha, por onde passam duas linhas.

## Arredores e pontos de interesse
- National Naval Medical Center (NNMC)
- NMCI Building (on NNMC campus)
- National Library of Medicine
- Columbia Country Club
- National Institutes Of Health (NIH)
- Lynnbrook Park